# Azərbaycan Kuboku 2013-2014
La Azərbaycan Kuboku 2013-2014 è stata la 22ª edizione della coppa nazionale azera. La competizione è iniziata il 23 ottobre 2013 e si è conclusa il 22 maggio 2014.
Il Neftçi Baku ha vinto il trofeo bissando il successo della stagione precedente.

## Formula
Alla competizione, giocata ad eliminazione diretta con partita unica, partecipano 20 squadre. Le 10 della Premyer Liqası sono ammesse direttamente agli ottavi di finale.
La vincente è ammessa alla UEFA Europa League 2014-2015.

## Turno preliminare
| Squadra 1       | Risultato       | Squadra 2          |
| --------------- | --------------- | ------------------ |
| 23 ottobre 2013 |                 |                    |
| MOİK Baku       | 1 – 3           | Qaradağ            |
| Şuşa            | 4 – 2           | Şahdağ Qusar       |
| Mil-Muğan       | 4 – 2           | Lokomotiv-Biləcəri |
| 30 ottobre 2013 |                 |                    |
| Araz            | 0 – 0 (1-0 dts) | Ağsu               |

## Ottavi di finale
| Squadra 1       | Risultato       | Squadra 2  |
| --------------- | --------------- | ---------- |
| 4 dicembre 2013 |                 |            |
| İnter Baku      | 7 – 0           | Şuşa       |
| Neftçi Baku     | 1 – 0           | Kəpəz      |
| Qaradağ         | 2 – 5           | Rəvan Baku |
| Qarabağ         | 1 – 0           | AZAL       |
| Xəzər-Lənkəran  | 4 – 0           | Neftçala   |
| FK Baku         | 2 – 1           | Sumqayıt   |
| Mil-Muğan       | 1 – 2           | Qəbələ     |
| Araz            | 2 – 2 (4-2 dcr) | Simurq     |

## Quarti di finale
| Squadra 1                     | Totale          | Squadra 2      | Andata | Ritorno |
| ----------------------------- | --------------- | -------------- | ------ | ------- |
| 12 marzo 2014 / 19 marzo 2014 |                 |                |        |         |
| Araz                          | 1 – 2           | Xəzər-Lənkəran | 1 – 1  | 0 – 1   |
| İnter Baku                    | 1 – 1 (gfc)     | Neftçi Baku    | 1 – 1  | 0 – 0   |
| Rəvan Baku                    | 1 – 1 (9-8 dcr) | FK Baku        | 0 – 1  | 1 – 0   |
| Qəbələ                        | 2 – 1           | Qarabağ        | 0 – 0  | 2 – 1   |

## Semifinali
| Squadra 1                       | Totale | Squadra 2      | Andata | Ritorno |
| ------------------------------- | ------ | -------------- | ------ | ------- |
| 16 aprile 2014 / 24 aprile 2014 |        |                |        |         |
| Qəbələ                          | 4 – 1  | Xəzər-Lənkəran | 3 – 0  | 1 – 1   |
| Neftçi Baku                     | 4 – 2  | Rəvan Baku     | 1 – 1  | 3 – 1   |

## Finale
| Arbitro: | Aliyar Aghayev |

|                                         |                      |                            |
| Izmajlov 70’                            | Marcatori            | 51’ Məsimov                |
| Izmajlov R. Santos Assis Hacıyev Niasse | Tiri di rigore 2 – 3 | Ramos Flavinho Dênis Bruno |